# Saint Francis Red Flash

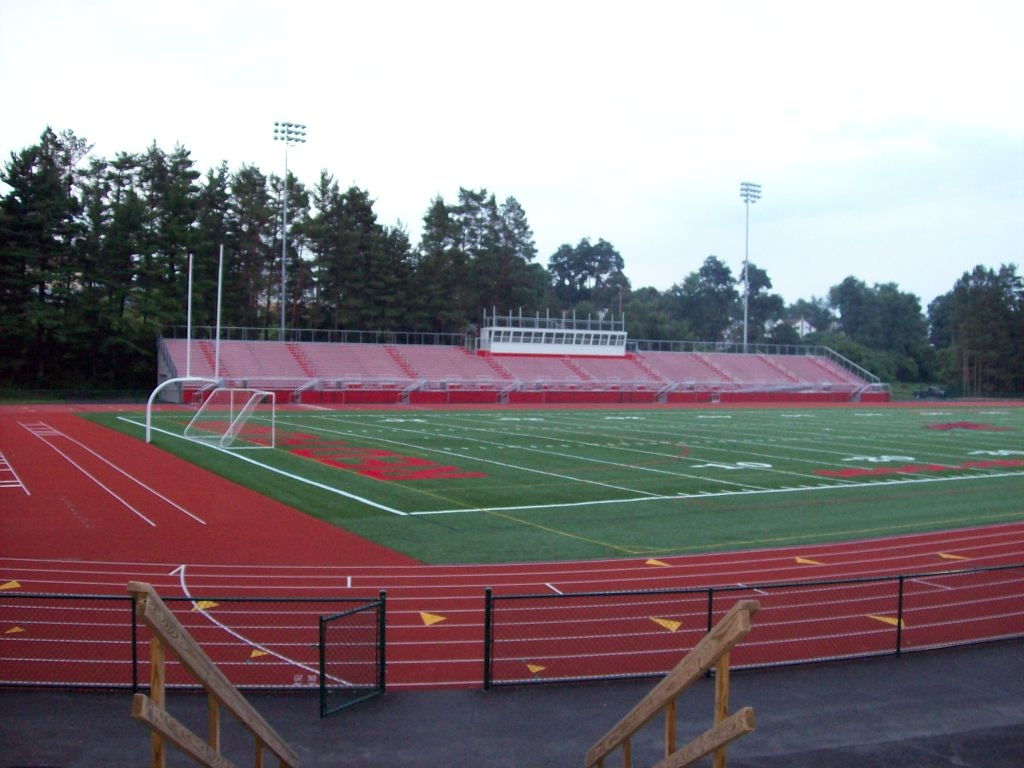
DeGol Field.

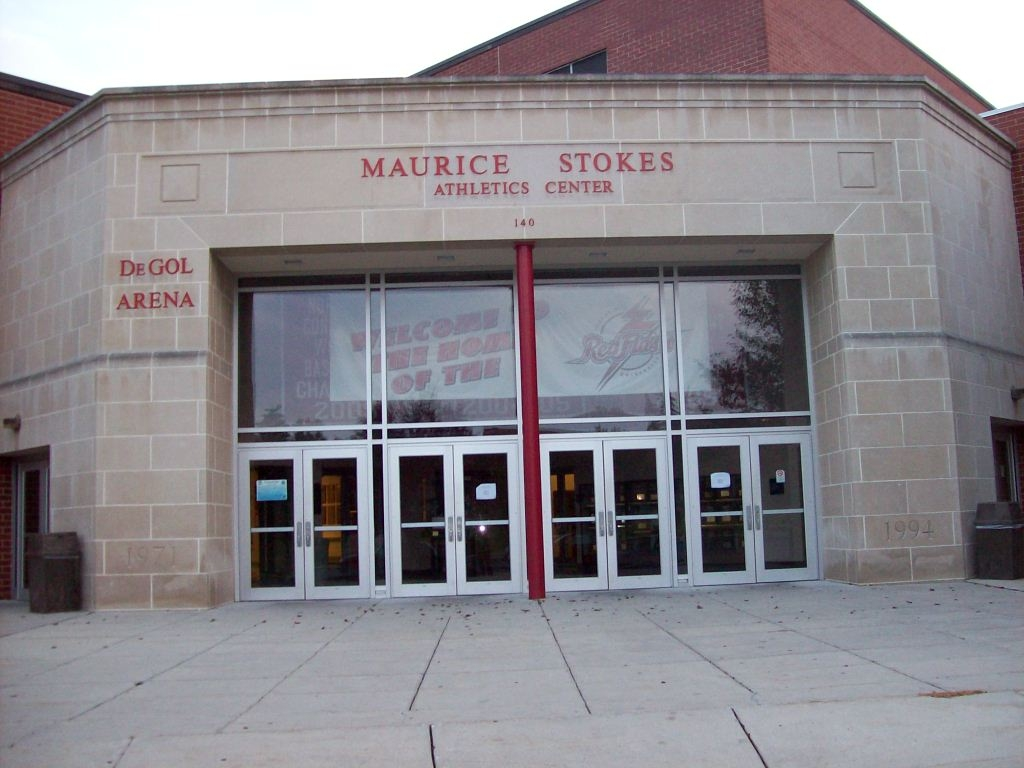
Maurice Stokes Athletics Center.

Saint Francis Red Flash (español: Relámpago rojo de Saint Francis) es el nombre de los equipos deportivos de la Universidad Saint Francis, situada en Loretto, Pensilvania. Los equipos de los Red Flash participan en las competiciones universitarias organizadas por la NCAA, y forman parte de la Northeast Conference.

## Apodo y mascota
El apodo tiene su origen en 1927,  cuando la escuela se jactó uno de tener uno de los ataques más rápidos campo de fútbol en el este, encabezados por el quarterback George Kunzler. Debido a que el equipo llevaba uniformes predominantemente rojos, los aficionados y el periódico estudiantil The Loretto acabó por denominar al equipo los relámpagos rojos. Antes de ello habían tenido varios apodos no oficiales, como los Saints, los Franciscans, los Frannies o los Frankies.

## Programa deportivo
Los Red Flash compiten en 8 deportes masculinos y en 12 femeninos:
| - Masculino - Cross - Baloncesto - Voleibol - Fútbol - Fútbol americano - Atletismo - Tenis - Golf | - Femenino - Cross - Baloncesto - Softball - Lacrosse - Atletismo - Tenis - Natación - Fútbol - Golf - Voleibol - Bowling - Hockey sobre hierba |

## Instalaciones deportivas
- DeGol Arena, situado en el complejo deportivo  Maurice Stokes Athletics Center, denominado así en honor a su deportista más famoso, Maurice Stokes, es el pabellón donde disputan sus partidos los equipos de baloncesto y voleibol. Fue construido en 1971 y renovado en 1994, y tiene una capacidad para 3.500 espectadores.[2]

- DeGol Field, es el estadio donde disputan sus encuentros el equipo de fútbol americano, hockey, lacrosse y atletismo. Fue renovado completamente en 2005, y tiene una capacidad para 3450 espectadores.[2]

- Stockes Soccerplex, es el estadio donde disputan sus partidos los equipos de fútbol. Tiene una capacidad para 500 espectadores.[2]